# Zöld viaszrózsa
A zöld viaszrózsa (Anemonia sulcata) a virágállatok (Anthozoa) osztályának tengerirózsák (Actiniaria) rendjébe, ezen belül az aktíniák (Actiniidae) családjába tartozó faj.

## Rendszertan
Még nem ismert, hogy az Anemonia viridis (Forsskål, 1775) és az Anemonia sulcata (Pennant, 1777) ugyanannak az aktíniafajnak két különböző alfaja, vagy különálló fajok.

## Előfordulása
A La Manche-tól a Földközi-tengerig elterjedt, és az árapályvonaltól számított 6 méter mélységig lapos, napsütötte sziklalapokon és köveken fordul elő. Nyugalmas helyeken nagy tömegekben él. Az Adriai-tenger sziklás öbleiben gyakori, az erősen szennyezett vizeket is elviseli.

## Alfajai
Az alábbi taxonok e faj alfajai lehetnek, bár a WoRMS szerint az összes nomen dubium, azaz „kétséges név”:
- Anemonia sulcata alabastrina
- Anemonia sulcata albida
- Anemonia sulcata parva
- Anemonia sulcata plumosa
- Anemonia sulcata rosea
- Anemonia sulcata rufescens
- Anemonia sulcata rustica
- Anemonia sulcata smaragdina
- Anemonia sulcata spendida
- Anemonia sulcata typica
- Anemonia sulcata viridis
- Anemonia sulcata vulgaris

## Megjelenése
A zöld viaszrózsa 200 darab igen hosszú, vékony tapogatójával tűnik fel, melyek könnyen letörnek, és rajtuk erős csalánszervek ülnek. A 12 centiméter átmérőt elérő, sárgásbarna-szürke színű állatok mélyebb, kevésbé megvilágított helyeken fehérek, mivel ott hiányoznak az entodermájukban élő szimbionta moszatok, melyek a színeződést előidézik. A világosabb tapogatók csúcsa ibolyaszínű.

## Életmódja
Ez az aktínia csalántokokkal gazdagon ellátott tapogatói segítségével nagyobb zsákmányállatokat, halakat és rákokat is megfog, továbbá ellenségeivel szemben is megvédi magát. A Critomolgus actiniae, Dinopontius acuticauda, Doridicola antheae, Paranthessius anemoniae és Staurosoma parasiticum nevű evezőlábú rákok élősködnek ezen az aktínián. Az utóbbi evezőlábú rákfaj az aktínia belsejében is élősködik.

## Szaporodása
A zöld viaszrózsa petékkel és bimbózással szaporodik, de a hosszirányú osztódás is előfordul.

## Képek

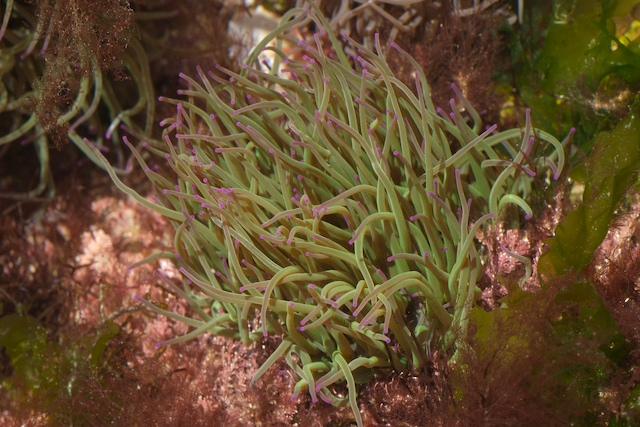
Kinyílva és
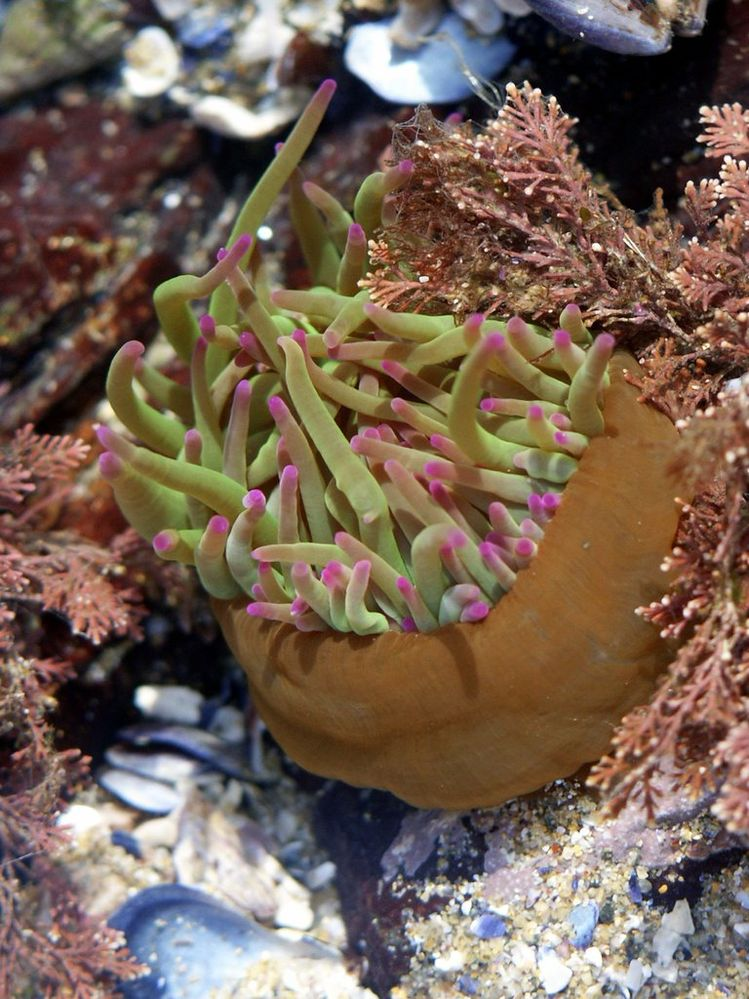
összehúzódva
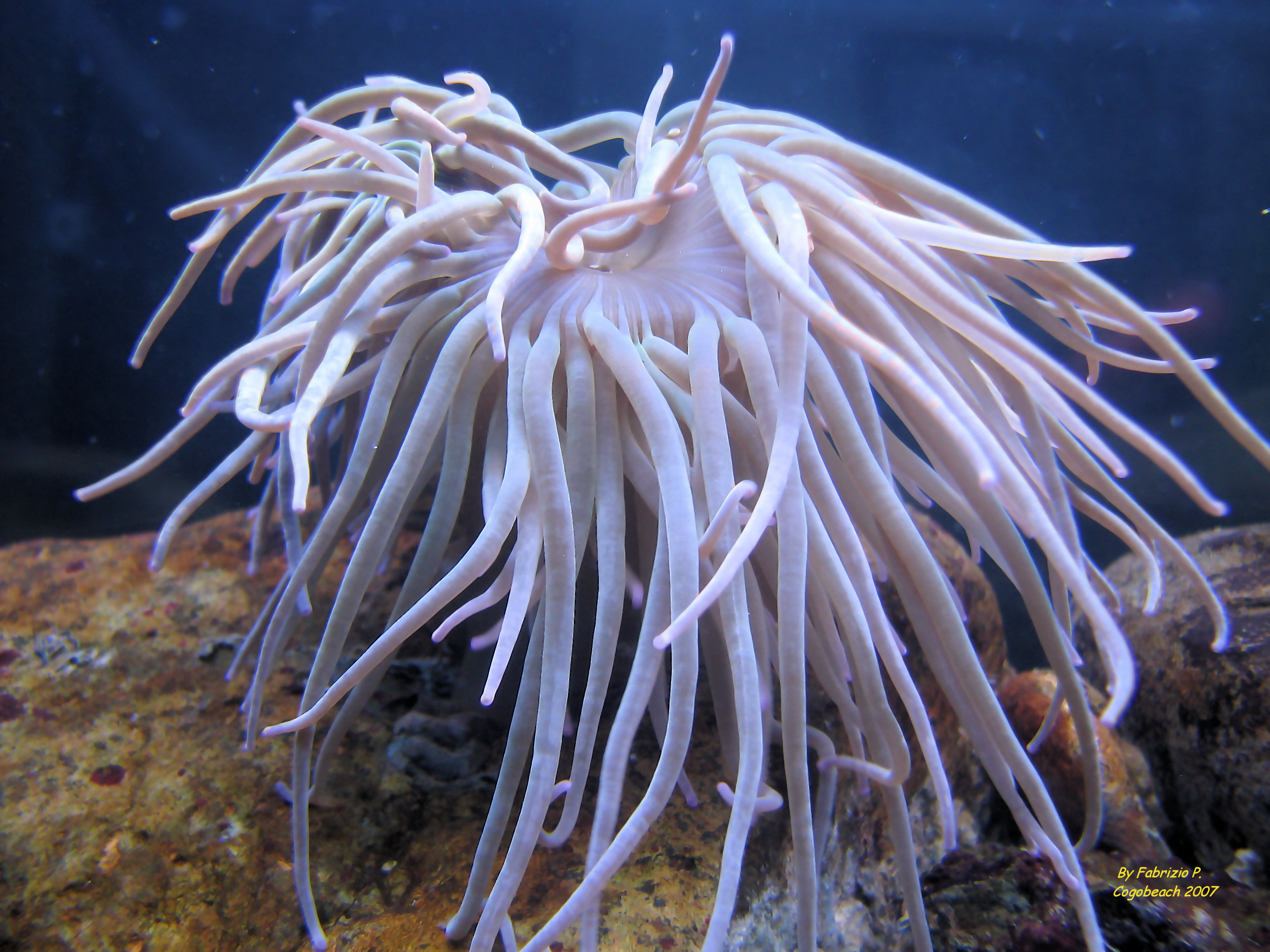
Közelről
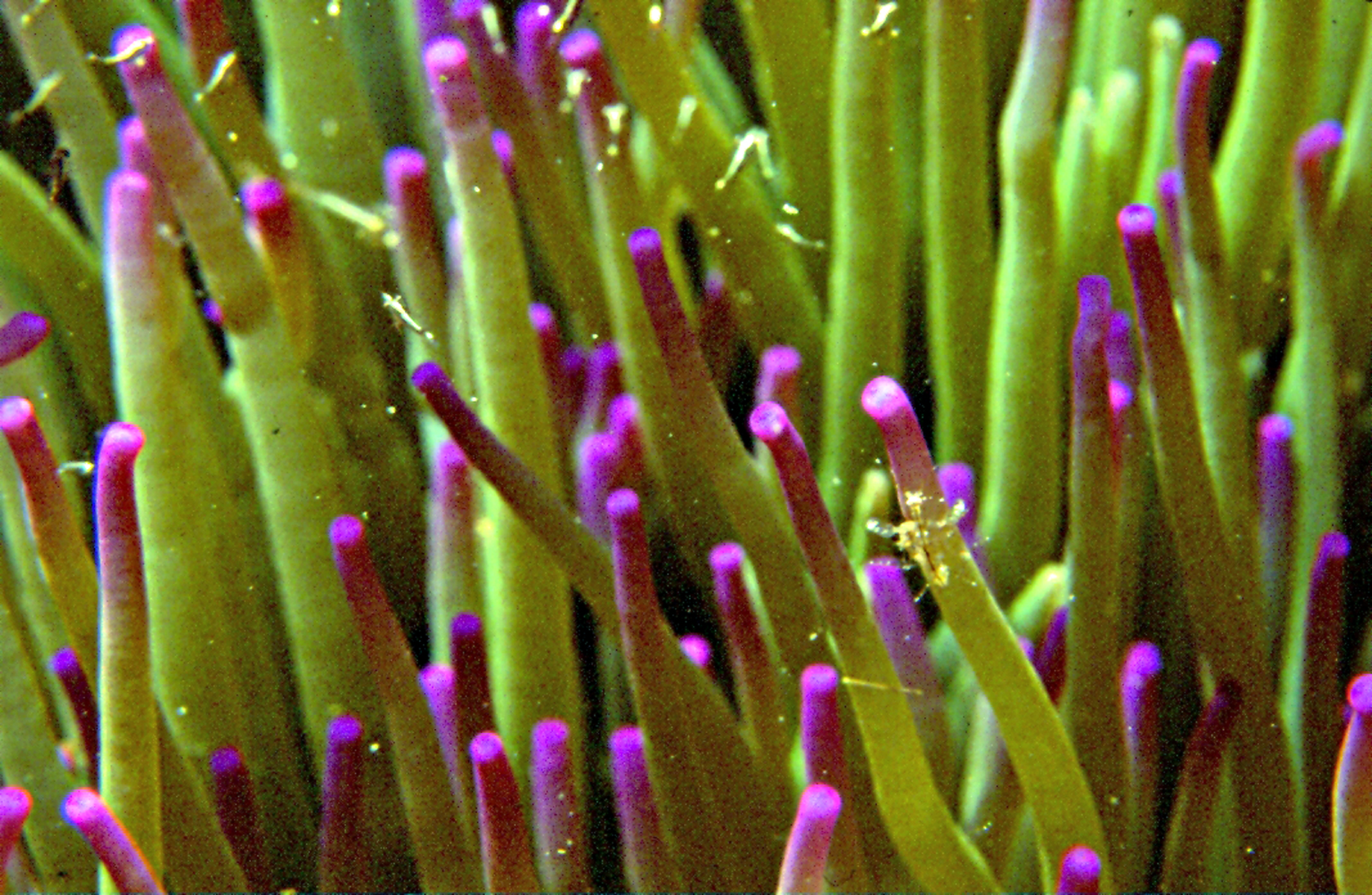
Tapogatóinak végei